# Bukovina (Poľana)
Bukovina (1293,7 m n. m.) je čtvrtý nejvyšší vrch pohoří Poľana, krajinného celku Slovenského středohoří. Leží v katastrech obcí Poniky a Hrochoť v okrese Banská Bystrica.
Vrch leží v severozápadní části pohoří i hlavního hřebene, severně od osady Kyslinky. Výškově výrazný a masivní vrch je pokryt hustým lesem, ale v jižní a východní části vrcholu vystupuje mohutné skalní bradlo. Vrch traverzuje značená trasa z Ponické Huty do sedla Jasenová. Severně od vrcholu stojí u trasy chata Horalka.

## Přístup
Na vrchol nevede značená stezka a dostat se na něj dá lesem, odbočením z  modré značky. Pod vrchol Bukoviny vedou:
- modrá značka z Ponické Huty a sedla Jasenová
- červená značka z Hrochotě přes Žiarec
- zelená značka ze Strelníků přes rozcestí Bukovina[4]